# Теннис на летних юношеских Олимпийских играх 2014

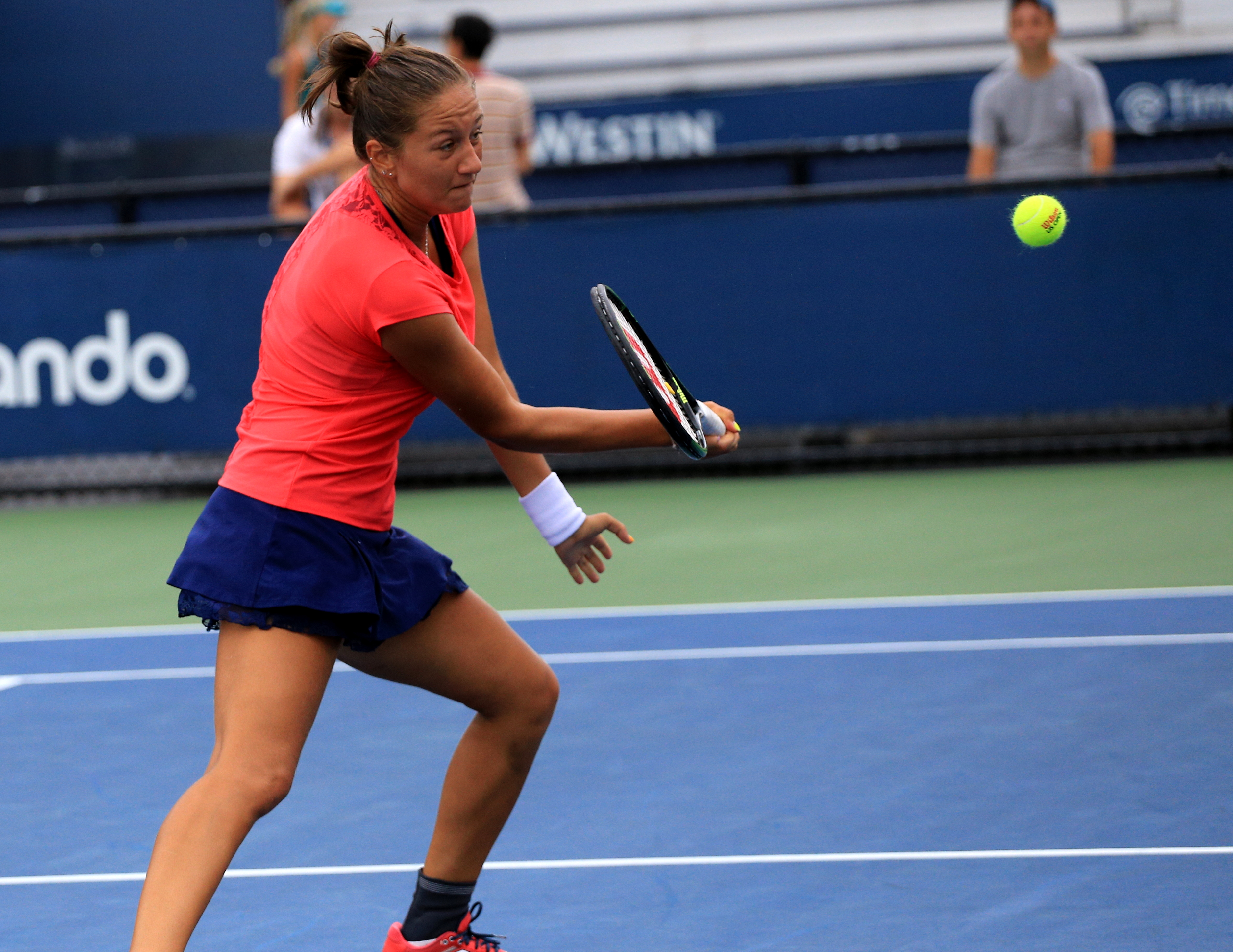
Ирина Шиманович из Беларуси выиграла золото в паре и серебро в одиночке

Соревнования по теннису на II летних юношеских Олимпийских играх прошли с 17 по 24 августа. 64 спортсмена из 37 стран разыграли пять комплектов наград.

## Регламент турнира
Исходя из правил проведения турнира, утверждённых ITF, любой одиночный матч может продолжаться до трёх сетов (в случае надобности с тай-брейком в 13-м гейме каждого сета); в парных же матчах, вместо решающего сета, будет проводиться т. н. «матчевый тай-брейк» (для победы в нём нужно выиграть минимум 10 мячей, вместо обычных 7).
Особенностью парного турнира также является то, что в нём могут принимать участие не только пары из одной страны (у юношей таких дуэтов 6, у девушек — 9, в миксте — 19).

## Обзор
Наиболее удачно сложился турнир для команды Польши: Камиль Майхшак выиграл одиночный турнир и завоевал бронзовую медаль в миксте, а Ян Зелиньский стал сильнейшим в соревновании смешанных пар. Также три медали на счету представителей России, но оба своих финала восточноевропейцы проиграли. Кроме Майхршака по две медали на счету белоруски Ирины Шиманович, бразильца Орланду Луса, литовки Аквиле Паражинскайте, россиянина Андрея Рублёва и японца Дзюмпэя Ямасаки. Лус и Шиманович к неудачам в финалах одиночных турниров добавили титулы в классических парных соревнованиях.
Представители 6 стран и 3 частей света стали чемпионами игр. Пять из девяти призёров парных турниров были составлены из представителей разных стран: разобрав все медали в миксте и взяв «золото» и «бронзу» в турнире женских пар. Единственным разрядом, где медали достались представителям одной части света стал парный разряд среди девушек — все 6 медалей достались европейкам, причём каждая из них представляла страну бывшего СССР.

## Медали

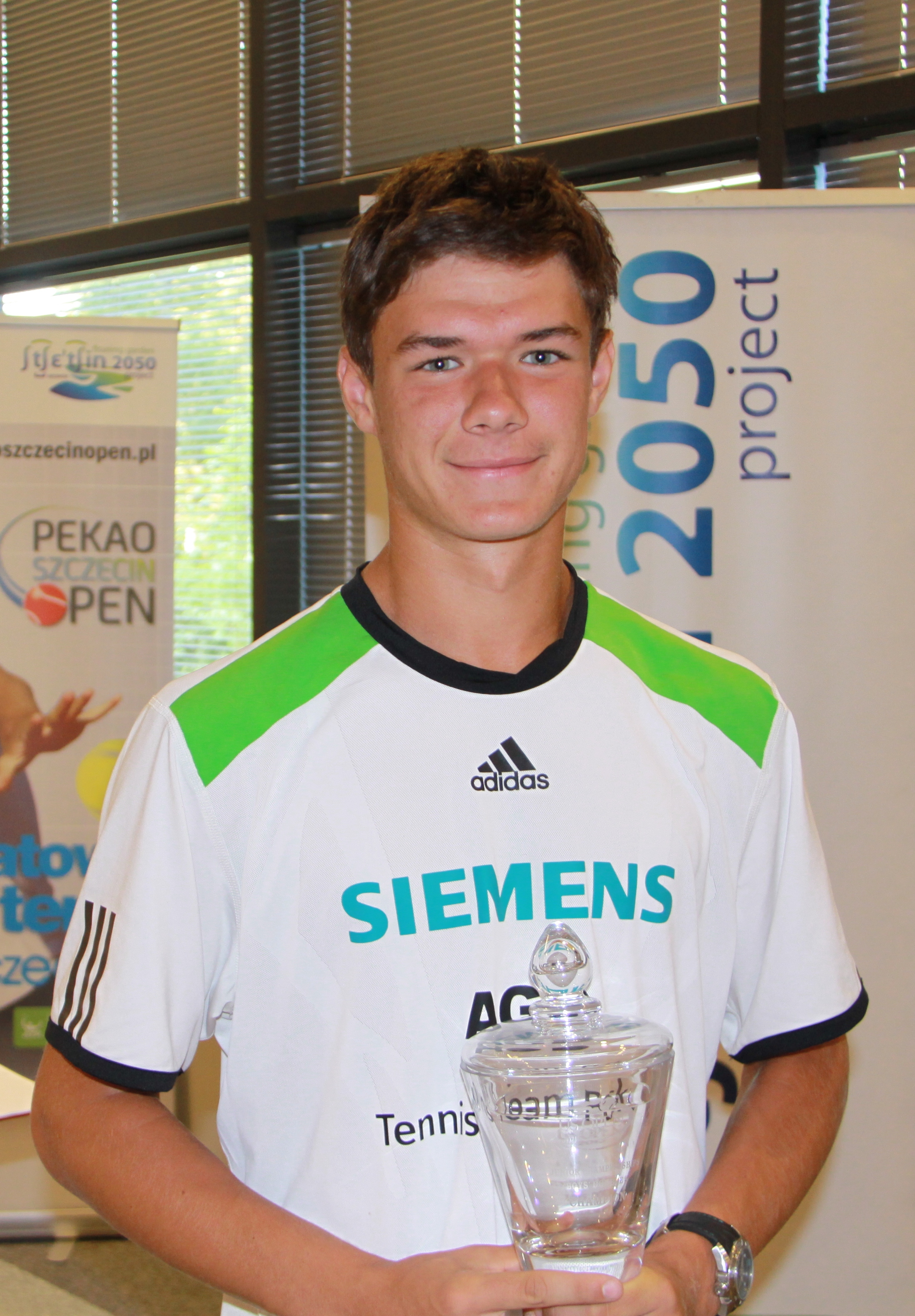
18-летний Камиль Майхшак — чемпион одиночного турнира у юношей

### Медалисты
| Категория                 | Золото                            | Серебро                             | Бронза                               |
| Одиночный разряд, юноши   | Камиль Майхшак Польша             | Орландо Лус Бразилия                | Андрей Рублёв Россия                 |
| Одиночный разряд, девушки | Сюй Шилинь Китай                  | Ирина Шиманович Беларусь            | Аквиле Паражинскайте Литва           |
| Парный разряд, юноши      | Орландо Лус Марсело Зорманн       | Карен Хачанов Андрей Рублёв         | Рётаро Мацумура Дзюмпэй Ямасаки      |
| Парный разряд, девушки    | Ангелина Калинина Ирина Шиманович | Дарья Касаткина Анастасия Комардина | Елена Остапенко Аквиле Паражинскайте |
| Смешанный парный разряд   | Джил Тайхманн Ян Зелиньский       | Е Цююй Дзюмпэй Ямасаки              | Фанни Штоллар Камиль Майхшак         |

### Общий зачёт
| Общее количество медалей |           |        |         |        |       |
| Поз.                     | Страна    | Золото | Серебро | Бронза | Всего |
| 1                        | Польша    | 2      | 0       | 1      | 3     |
| 2                        | Беларусь  | 1      | 1       | 0      | 2     |
| 2                        | Бразилия  | 1      | 1       | 0      | 2     |
| 2                        | Китай     | 1      | 1       | 0      | 2     |
| 5                        | Украина   | 1      | 0       | 0      | 1     |
| 5                        | Швейцария | 1      | 0       | 0      | 1     |
| 7                        | Россия    | 0      | 2       | 1      | 3     |
| 8                        | Япония    | 0      | 1       | 1      | 2     |
| 9                        | Литва     | 0      | 0       | 2      | 2     |
| 10                       | Венгрия   | 0      | 0       | 1      | 1     |
| 10                       | Латвия    | 0      | 0       | 1      | 1     |

## Спортивные объекты
Местом проведения соревнований был теннисный комплекс при Нанкинском Институте Спорта.

## Квалификация
Каждая страна имела право заявить 2 девушек и 2 юношей, с учетом того, что в одиночном разряде каждая страна должна иметь не больше 2 спортсменов, а в парном разряде не больше 1 пары. Финальный список участников выпущен ITF 1 июля 2014.
| Критерия               | Квалификация |
| ---------------------- | --- |
| Мировой рейтинг        | 12 теннисистов квалифицируется согласно мировому юниорскому рейтингу. Каждый спортсмен, который квалифицировался на одиночные соревнования автоматически имеет право принимать участие и в парном разряде.                  |
| Финальная квалификация | 16 мест будут распределены для различных континентов и НОК исходя из юниорского рейтинга спортсменов каждого региона. Оставшиеся места будут добраны по мировому юниорскому рейтингу при условии соблюдения квот на страну. |

По следующим критериям теннисисты могут квалифицироваться на олимпийский турнир:
- Мировой юниорский рейтинг
- Присутствие квалифицировавшихся теннисистов от определённой страны
- Количество теннисистов в рейтинге ITF
- Географическое положение